# MG-050
A rodovia MG-050, também chamada Newton Penido, encontra-se no estado de Minas Gerais. Sua extensão total é de 406,7 quilômetros, com todo o percurso pavimentado.
A estrada se inicia em Betim e termina no município de São Sebastião do Paraíso, próximo à divisa com o estado de São Paulo. O trecho da rodovia entre Juatuba e São Sebastião do Paraíso, com 371,35 km, foi concedida à iniciativa privada, por meio da PPP MG-050 (Parceria Público Privada), administrada pela Concessionária Nascente das Gerais, atual Via Nascentes, pertencente a Via Appia Concessões S.A. O trecho sob concessão está sendo modernizado, a sinalização das pistas já foi completamente refeita, conta com serviços de apoio ao usuário, fazendo parte deste as inspeções de tráfego, guinchos e postos de atendimento ao usuário.
A área de influência da rodovia abrange 50 municípios, que somam 1.331.075 habitantes (7,4% da população), representando 7,7% do PIB mineiro. Os principais municípios influenciados por esse corredor são: Juatuba, Itaúna, Divinópolis, Formiga, Piumhi, Passos e São Sebastião do Paraíso.

## Municípios beneficiados pelo ISSQN

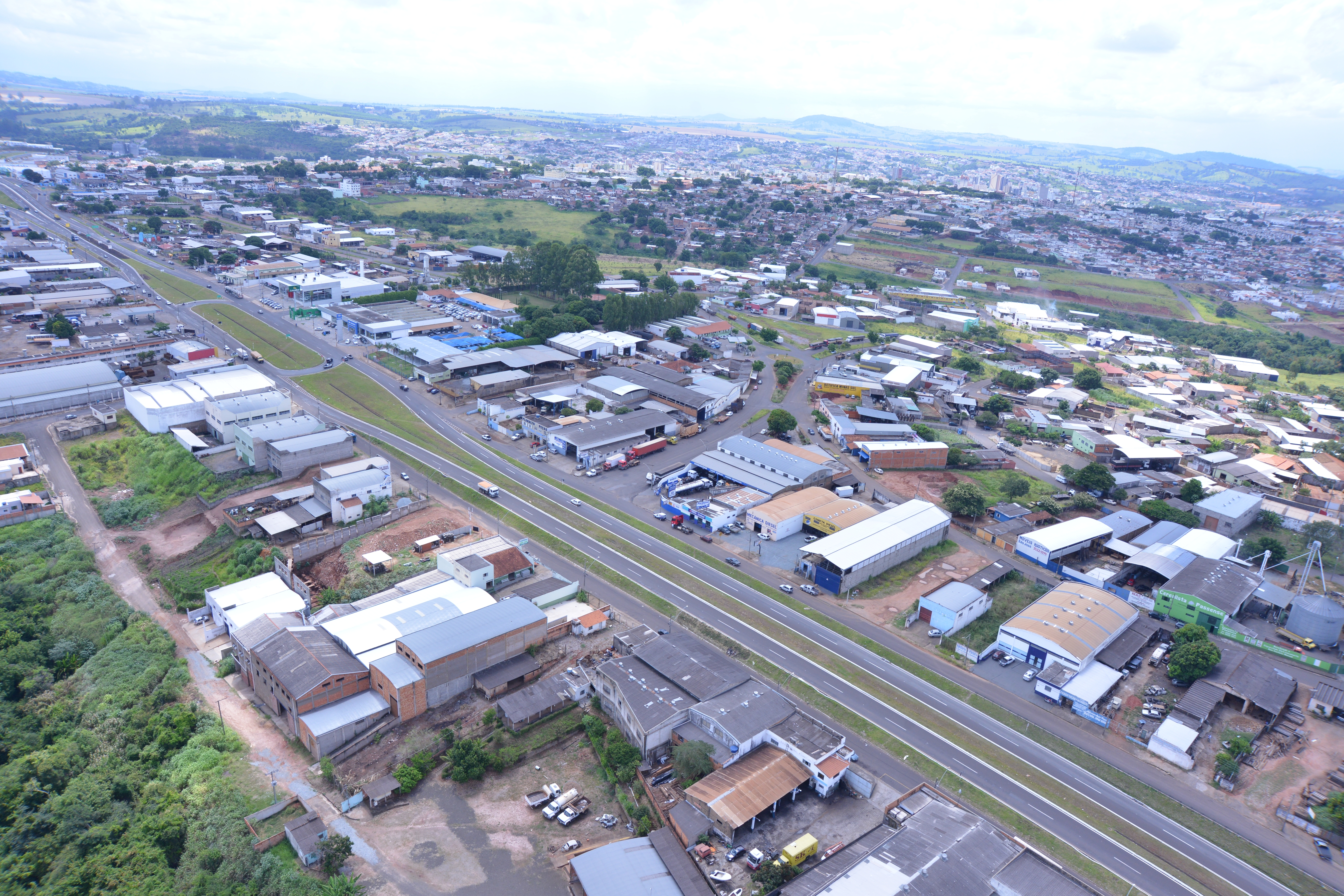
Trevo de entrada à cidade de Passos, na rodovia MG 050

O Imposto Sobre Serviço de Qualquer Natureza é devido pela prestação, por empresa ou profissional autônomo, dos serviços constantes da lista de serviços definidos pela Lei Complementar Federal nº 116, de 31 de julho de 2003. A previsão de arrecadação aos cofres públicos é de R$ 68 milhões:
- Alpinópolis
- Capitólio
- Carmo do Cajuru
- Córrego Fundo
- Divinópolis
- Formiga
- Fortaleza de Minas
- Igaratinga
- Itaú de Minas
- Itaúna
- Juatuba
- Mateus Leme
- Pains
- Passos
- Pedro do Indaiá
- Pimenta
- Piumhi
- Pratápolis
- São Gonçalo do Pará
- São João Batista do Glória
- São Sebastião do Oeste
- São Sebastião do Paraíso

## Percurso
A rodovia MG-050 passa pelos seguintes municípios do estado de Minas Gerais:
- Betim
- Juatuba
- Mateus Leme
- Itaúna
- Igaratinga
- Carmo do Cajuru
- Divinópolis
- São Sebastião do Oeste
- Itapecerica
- Pedra do Indaiá
- Formiga
- Córrego Fundo
- Pains
- Pimenta
- Piumhi
- Capitólio
- São João Batista do Glória
- Alpinópolis
- Passos
- Itaú de Minas
- Pratápolis
- Fortaleza de Minas
- São Sebastião do Paraíso

### Praças de pedágio
As praças de pedágio na rodovia foram instaladas nos seguintes municípios:
- Itaúna;
- São Sebastião do Oeste;
- Formiga;
- Córrego Fundo;
- Piumhi;
- Passos;
- Pratápolis.